# Polovodič

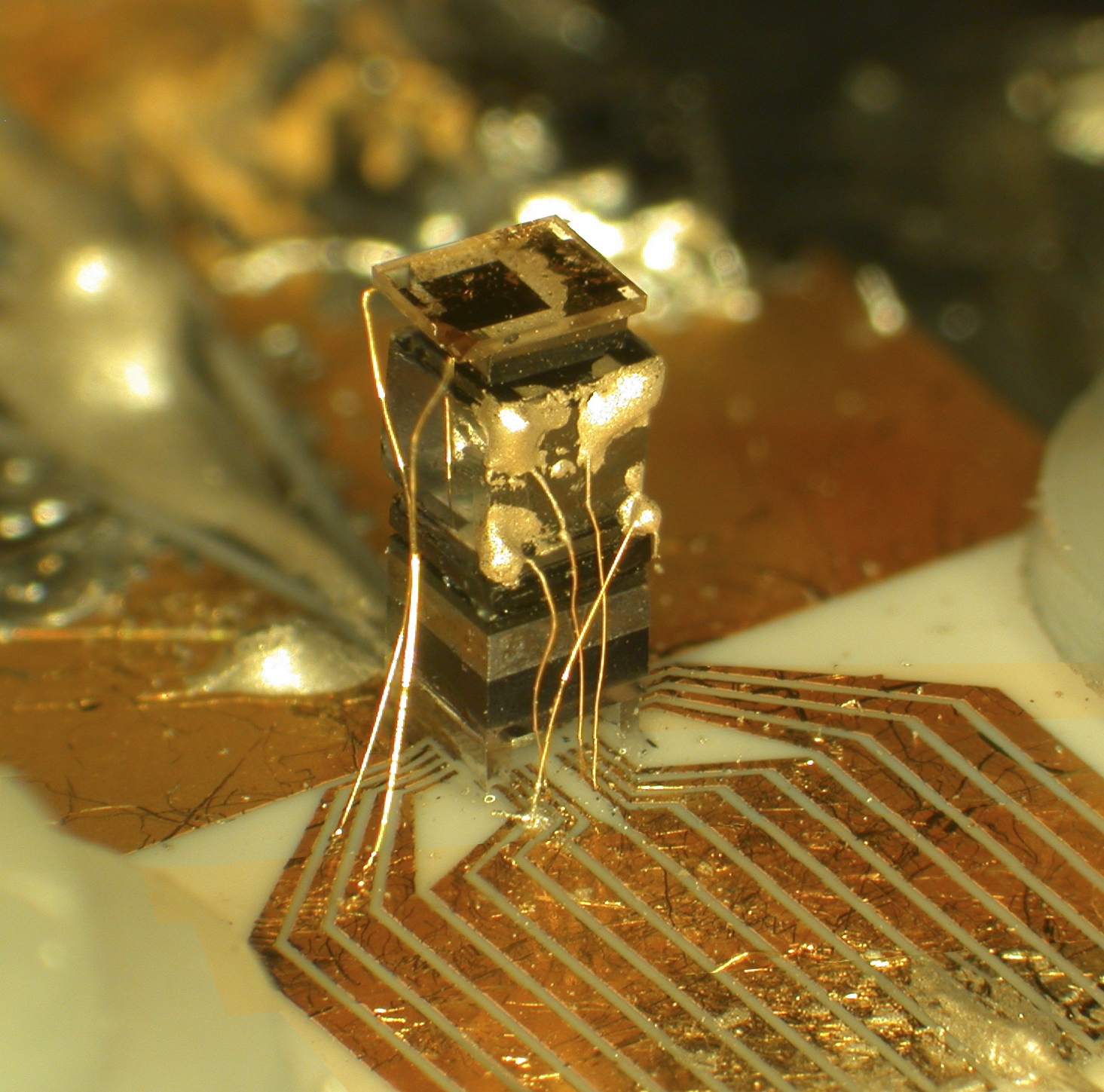
Polovodičová součástka – atomové hodiny v čipovém provedení

Polovodič je pevná látka, jejíž elektrická vodivost závisí na vnějších nebo vnitřních podmínkách, a dá se změnou těchto podmínek snadno ovlivnit. Změna vnějších podmínek znamená dodání některého z druhů energie – nejčastěji tepelné, elektrické nebo světelné, změnu vnitřních podmínek představuje příměs jiného prvku v polovodiči.
Mezi polovodiče patří prvky křemík, germanium, selen, sloučeniny arsenid galia GaAs, sulfid olovnatý PbS aj. Většina polovodičů jsou krystalické látky, existují však také polovodiče amorfní (některá skla). Polovodiče se využívají u elektronických součástek. Právě křemík je klíčový prvek pro výrobu většiny elektronických zařízení.

## Dělení polovodičů
Pro dělení polovodičů existuje několik možných hledisek.
- Dle struktury
  - organické polovodiče – vyrobené z organických sloučenin
  - anorganické polovodiče – vyrobené z anorganických sloučenin
    - amorfní polovodiče – např. chalkogenidová skla, amorfní Si
    - (mono)krystalické polovodiče – např. monokrystaly Si, Ge, GaAs
      - prvky
      - sloučeniny
        - dvojné (binární)
        - trojné
        - vícesložkové

- Dle hlavních nositelů náboje
  - polovodiče typu N – majoritními nositeli náboje jsou volné elektrony (e–)
  - polovodiče typu P – majoritními nositeli náboje jsou elektronové vakance, tzv. díry (h+)

- Dle původu nositelů náboje
  - polovodiče vlastní (intrinsické) – polovodivé vlastnosti jsou materiálu vlastní např. polovodiče vysoké čistoty
  - polovodiče nevlastní (extrinsické) – polovodivé vlastnosti materiálu materiál získá, popř. jsou tyto vlastnosti výrazně zesíleny dopováním příměsovými prvky např. polovodiče dopované (Si p,n typu)

- Dle charakteru přeskokového mechanismu mezi pásy
  - přímé polovodiče – při přeskoku nedochází ke změně hybnosti nositele náboje
  - nepřímé polovodiče – při. přeskoku musí dojít ke změně hybnosti nositele náboje, většinou se tak děje srážkou s fononem (kvazičástice kmitu mřížky), např. Si.

- Dle statistického rozložení nositelů
  - polovodiče nedegenerované
  - polovodiče degenerované

(použití buď Maxwellovy–Boltzmanovy nebo Fermiho–Diracovy statistiky)

## Historie
V roce 1821 odhalil Thomas Seebeck polovodičové vlastnosti síranu olovnatého. V roce 1833 referoval Michael Faraday o teplotní závislosti polovodičů a v roce 1873 objevil citlivost polovodiče selenu na světlo, což využil Werner von Siemens při vynálezu selenového fotometru. V roce 1876 již byly známy usměrňovací schopnosti selenu. Elektrické zařízení využívající polovodič bylo známo již na počátku 20. století, kdy byla používána hrotová elektroda (anglicky cat's-whisker) jako základ krystalky (jednoduché rádio). Cílená výroba polovodičových (germaniových) diod započala až po velkém úsilí v roce 1940. Výrazným mezníkem v historii elektroniky byl v roce 1947 vynález tranzistoru v Bellových laboratořích. První integrovaný obvod, který vyrobil v roce 1958 Jack Kilby, obsahoval v jednom pouzdře čtyři tranzistory a byl dalším významným mezníkem v rozvoji elektroniky.

## Princip

### Pásový model atomu
Pásový model atomu je model, který pro pevné krystalické látky vysvětluje, jak mezi atomy v krystalové mřížce může docházet k překryvu jejich valenčních orbitalů a jak tím vzniká souvislý kontinuální pás energií. Vychází se z teorie MO LCAO, kdy lineární kombinací atomových orbitalů vzniká stejný počet molekulových orbitalů, které jsou buď vazebné (bonding), nevazebné nebo protivazebné (antibonding). Velkým množstvím překryvů těchto orbitalů dochází ke vzniku diskrétních energetických pásů, které se dělí na valenční, zakázaný a vodivostní pás. Elektrony lokalizované ve valenčním pásu mohou přecházet do pásu vodivostního, pokud překonají energetickou bariéru, kterou udává šířka zakázaného pásu. Potřebná energie E(g) je udávána v elektronvoltech. Pro kovy se blíží nule (= vodiče), pro polokovy je menší než 3 eV (= polovodiče) a u nekovů, kde je zakázaný pás nejširší, je E(g) > 5 eV (= izolanty = dielektrika). Aby byl tedy polokov vodivý, pak je nutné překonat energii E(g) zakázaného pásu, například dodáním tepelné energie nebo elektrické energie nebo elektromagnetické (= světelné) energie. Šířku zakázaného pásu a tím i potřebné množství energie E(g) lze snižovat rovněž příměsovými částicemi, kdy vznikají polovodiče typu P (např. bór v křemíku) nebo typu N (např. fosfor v křemíku). Celý proces je ovšem mnohem složitější a vychází z kvantové mechaniky.

### Volné elektrony a kladné volné díry
Z hlediska částic se při dodávání energie polovodiči jedná o uvolňování elektronů z valenčních orbitalů atomů, které tvoří valenční pás – excitaci. Velikost excitační energie se u polovodičů pohybuje mezi hodnotami této energie u vodičů a izolantů. Volné elektrony způsobují tzv. elektronovou vodivost.
Zároveň s uvolněným elektronem vzniká na jeho původním místě tzv. kladná díra – místo, které vykazuje kladný elektrický potenciál. Kladné díry se mohou přemisťovat pomocí přeskoků elektronů a tento pohyb způsobuje tzv. děrovou vodivost. Směr pohybu kladných děr je opačný ke směru pohybu elektronů a celkový elektrický proud v polovodiči se rovná součtu proudu způsobeného volnými elektrony a proudu způsobeného kladnými děrami.
Může také dojít k zaplnění díry elektronem při současném uvolnění energie, a tím k zániku dvojice volný elektron – kladná díra. Tento děj se nazývá rekombinace.

### Závislost vodivosti a odporu na teplotě
Vodivost, resp. odpor polovodičů závisí na teplotě. S rostoucí teplotou se zvyšuje vodivost, resp. snižuje odpor polovodičů. To lze vysvětlit větším počtem uvolněných elektronů při zvýšeném tepelném pohybu.
Změnu odporu ΔR na teplotě popisuje vztah {\displaystyle \Delta R=R_{0}.\alpha .\Delta t} , kde R0 je počáteční odpor polovodiče, α je teplotní součinitel odporu (záporná hodnota), Δt je rozdíl teplot.
Závislost vodivosti a odporu na teplotě odlišuje polovodiče od kovů, u kterých je tato závislost opačná (hodnota {\displaystyle \alpha } je u kovů kladná).

### Vlastní (intrinzická) vodivost polovodiče
Čisté polovodičové prvky (např. křemík či germanium) mají při teplotě absolutní nuly (−273,15 °C) valenční elektrony pevně lokalizovány ve valenční vrstvě – ustává tepelný vířivý pohyb atomů a krystal se chová jako izolant (má téměř nekonečný elektrický odpor, resp. nulovou elektrickou vodivost).
Dodáme-li tomuto krystalu energii formou záření (tepla, světla), atomy začnou tepelně kmitat, dojde k porušení některých kovalentních vazeb – některé valenční elektrony, které byly předtím pevně vázány, získají dostatek energie k překonání zakázaného pásu a přeskočí z valenčního pásu do vodivostního a budou se neuspořádaně pohybovat prostorem krystalové mřížky (mezi atomy). Na takto „postiženém“ místě, kde vyskočil valenční elektron z vazby, vznikl nedostatek záporného náboje (přebytek kladného náboje), kterému říkáme defektní elektron, zkráceně díra. Vznik páru volný elektron-díra nazýváme generací. Díra a elektron vznikají současně.
Při nepřetržitém dodávání energie se bude uvolňovat stále více volných elektronů a vznikat více děr. Krystalem neuspořádaně se pohybující volné elektrony jsou přitahovány dírami. Když se setká volný elektron s dírou, zaniknou a utvoří tak opět pevnou vazbu. Jelikož elektrony přeskakují z díry do díry, jeví se nám toto přeskakování elektrony zároveň i jako pohyb děr. Tento proces se nazývá rekombinací. Takto popsaný děj (generace a rekombinace) se v látce na mnoha místech neustále opakují. Popsaný druh vodivosti podmíněný vznikem volně pohyblivých párů nosičů náboje elektron-díra v důsledku rozbíjení vazeb mezi atomy čistého polovodiče, nazýváme vlastní (intrinzická) vodivost polovodiče.

### Příměsové (nevlastní) polovodiče
Volné elektrony, resp. kladné díry lze do polovodiče dostat také pomocí příměsí. I malé množství příměsi (tisíciny procenta) může vést k dostatečně velkému zvětšení vodivosti. Této vodivosti říkáme nevlastní vodivost.

#### Polovodič typu N
Přidáme-li do čistého křemíku se čtyřmi valenčními elektrony prvek s pěti valenčními elektrony (fosfor, arsen nebo antimon), vznikne polovodič typu N. Prvku příměsi, který má o jeden elektron více, říkáme donor (dárce – daruje elektron). Obecně: AIV + BV > N
Čtyři valenční elektrony arsenu se naváží se sousedními atomy křemíku, ale jeden (pátý) elektron partnera nenajde, proto se může velmi snadno uvolnit z vazby s vlastním atomem a pohybovat se prostorem krystalové mřížky. Tyto zbylé volné elektrony dárce zprostředkovávají svým pohybem záporných (negativních) nábojů elektronovou vodivost (nevlastní vodivost typu N).
Polovodič typu N obsahuje také i díry, ale ty vznikají jako produkt působení teploty, jsou to vlastní nosiče náboje. Jejich množství je závislé na teplotě polovodiče (s rostoucí teplotou roste). Tyto díry jsou v polovodiči menšinovými (minoritními) nosiči náboje. Připojíme-li polovodič typu N ke zdroji napětí, jsou volné elektrony usměrněny elektrickým polem a pohybují se od záporného pólu ke kladnému pólu zdroje.
Elektronů, které jsou do polovodiče dodány, je mnohem více, než vlastních nosičů náboje polovodiče, a proto jsou většinovými (majoritními) nosiči náboje.

#### Polovodič typu P
Budeme-li dotovat křemík prvkem s třemi valenčními elektrony (bor, hliník, gallium nebo indium), vznikne polovodič typu P. Prvku příměsi, který má o jeden elektron méně, říkáme akceptor (příjemce – přijme (akceptuje) do své valenční sféry jeden volný elektron uvolněný teplem). Obecně: AIV + BIII > P
Při použití trojmocného prvku chybí jeden elektron k tomu, aby se mohla vytvořit kovalentní vazba vytvořená ze čtyř dvojic elektronů. Toto volné místo po chybějícím elektronu se chová jako díra (defektní elektron). Tyto díry cizího atomu způsobují děrovou vodivost polovodiče (nevlastní vodivost typu P).
Děr, které jsou do polovodiče dodány, je mnohem více, než vlastních nosičů náboje polovodiče, a proto jsou většinovými (majoritními) nosiči náboje.
Polovodič typu P obsahuje také i volné elektrony, ale ty vznikají jako produkt působení teploty, jsou to vlastní nosiče náboje. Jejich množství je závislé na teplotě polovodiče (s rostoucí teplotou roste). Tyto elektrony jsou v polovodiči menšinovými (minoritními) nosiči náboje.
Volné elektrony, které vznikly tepelným zahřátím vlastního polovodiče, se snaží zaplnit sousední díru akceptoru. Ale při jejich generaci (vzniku) vznikají zároveň i nové díry, které se snaží zaplnit další volné elektrony a tento celý děj se neustále opakuje, což se nám jeví, jako by se pohybovaly díry (odtud děrová vodivost), avšak ve skutečnosti se pohybují volné elektrony, které se snaží díry zaplnit a následně s dírami rekombinují.
Pokud na polovodič typu P přiložíme zdroj napětí, volné elektrony budou přeskakovat do děr směrem od záporného pólu zdroje ke kladnému a díry se budou pohybovat od kladného pólu zdroje k zápornému.

#### Minoritní nosiče nábojů
Oba typy příměsových polovodičů kromě svých většinových (majoritních) nosičů elektrického náboje obsahují i menší počet opačně nabitých menšinových nosičů (minoritních), které jsou v polovodičových součástkách většinou nežádoucí. Jejich množství závisí na teplotě, proto příměsové polovodiče mívají teplotně omezený rozsah správné činnosti.

#### Použití příměsových polovodičů
Příměsové polovodiče se používají v polovodičových součástkách, především v diodě a tranzistoru, kde zásadní úlohu hraje přechod P-N.